# Abbaye du Nouveau-Bois
L'abbaye du Nouveau-Bois trouvait ses origines dans l'existence d'une communauté de femmes pieuses qui choisirent la règle cistercienne, au début du XIIIe siècle, pour s'adonner à la vie contemplative. L'établissement religieux, situé d'abord à Lokeren, dans la province de Flandre-Orientale, en Belgique, fut par la suite transféré à Gentbrugge. Il fut rebâti en 1474, détruit par les calvinistes en 1578, et refondé à Gand en 1594, au  quartier de Ter Hooie.
Lors de sa suppression, en 1809, les biens furent vendus et rachetés par les sœurs de Notre-Dame de Namur pour y établir une maison d'éducation.

## Aspects architecturaux et artistiques
L'église (1598-1600) possède un clocher élégant de 1644 et une porte dont le trumeau s'orne de sculptures sur bois. Elle abrite des tableaux de Nicolas Roose ou de Liemacker (1600-1646). Un tableau remarquable de Nicolas de Liemacker se trouve au maître-autel. L'église contient d'anciennes pierres tombales.
Les bâtiments claustraux du XVIIe siècle furent transformés au XVIIIe siècle. Une partie de ces bâtiments subsiste. L'architecte gantois Bernard de Wilde en donna les dessins en 1733.
D'autres tableaux intéressants sont dispersés dans les anciens locaux monastiques. L'un d'eux rappelle la fondation du moutier, en mettant en évidence des éléments généalogiques. On trouve encore des portraits d'abbesses dans le préau.

## Pour compléter